# 未來平站

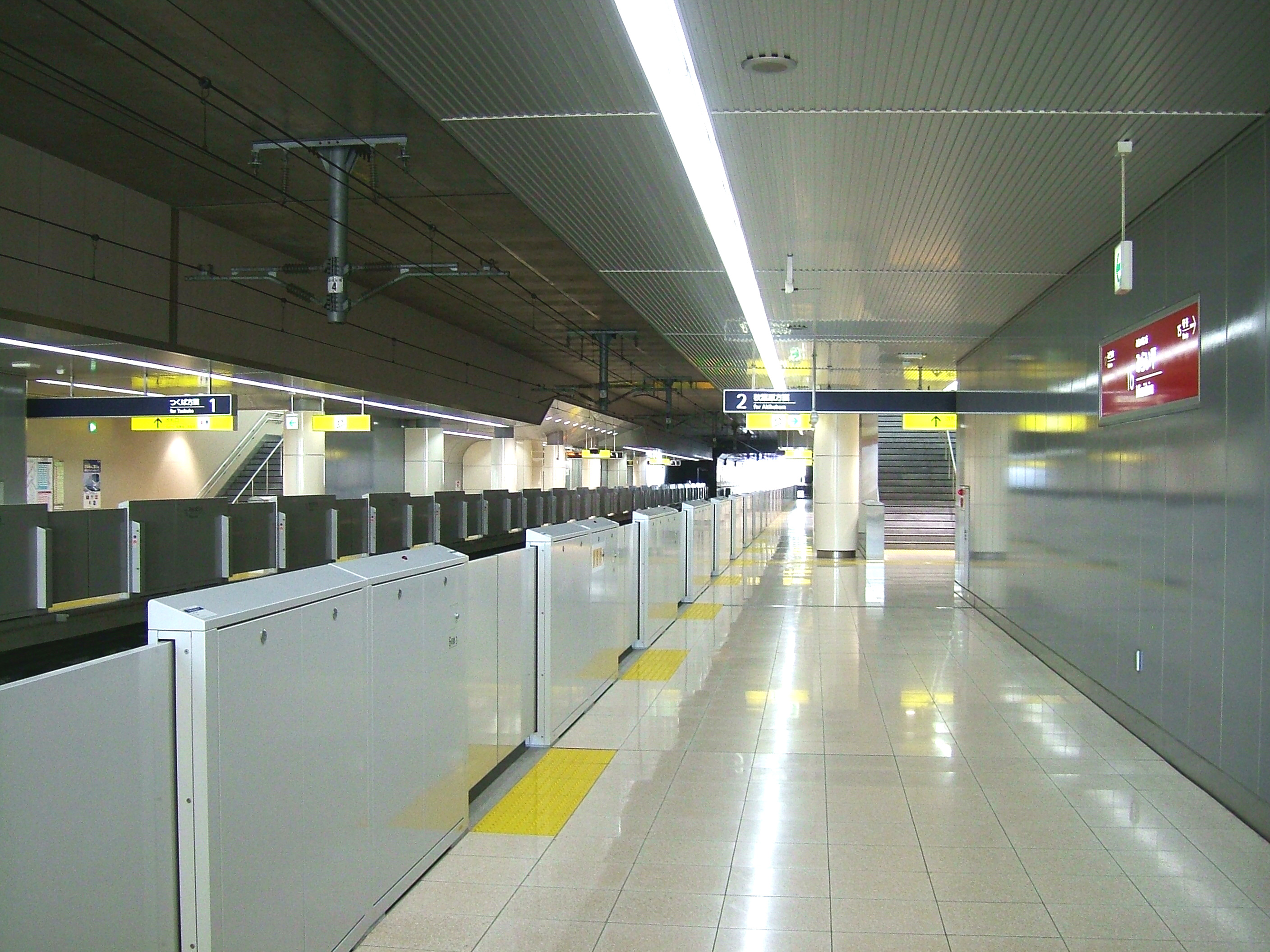
月台（2008年1月）

未來平站（日语：／ Miraidaira eki */?）是位於日本茨城縣筑波未來市陽光台一丁目，屬於首都圈新都市鐵道筑波快線的鐵路車站。車站編號是TX16。

## 車站結構
對向式月台2面2線。

### 月台配置
| 月台 | 路線     | 目的地                                 |
| ---- | -------- | -------------------------------------- |
| 1    | 筑波快線 | 筑波方向                               |
| 2    | 筑波快線 | 守谷、流山大鷹之森、北千住、秋葉原方向 |

## 使用情況
2016年度的1日平均上車人次為4,835人。開業以來的1日平均上車人次推移如下表。
| 年度               | 1日平均 上車人次 |
| ------------------ | ---------------- |
| 2005年（平成17年） | 905              |
| 2006年（平成18年） | 1,278            |
| 2007年（平成19年） | 1,860            |
| 2008年（平成20年） | 2,383            |
| 2009年（平成21年） | 2,800            |
| 2010年（平成22年） | 3,149            |
| 2011年（平成23年） | 3,387            |
| 2012年（平成24年） | 3,679            |
| 2013年（平成25年） | 4,004            |
| 2014年（平成26年） | 4,237            |
| 2015年（平成27年） | 4,609            |
| 2016年（平成28年） | 4,835            |

## 相鄰車站
首都圈新都市鐵道
 筑波快線
■快速、■通勤快速
通過
■區間快速、■普通
守谷（TX15）－未來平（TX16）－綠野（TX17）
- 舉辦世界女性撒龍巴斯冠軍盃（日语：ワールドレディスチャンピオンシップ）時，一部分快速會臨時停車。

## 外部連結
- 未來平站 | 車站資訊、路線圖 | 筑波快線 （页面存档备份，存于）